# Конрад IV
Ко́нрад IV Гогенштауфен (нем. Konrad IV von Hohenstaufen; 25 апреля 1228, Андрия, Апулия, Италия — 21 мая 1254, ок. Лавелло, Базиликата, Италия) — король Германии (с 1237 года; самостоятельно — с 1250 года), Король Иерусалима (с 1228 года), король Сицилии (с 1250 года), герцог Швабии (с 1235 года).
Конрад был единственным сыном императора Священной Римской империи Фридриха II Гогенштауфена и его второй жены Иоланты (Изабеллы) Иерусалимской, которая умерла при его рождении; от неё Конрад унаследовал право на трон Иерусалима.

## Биография

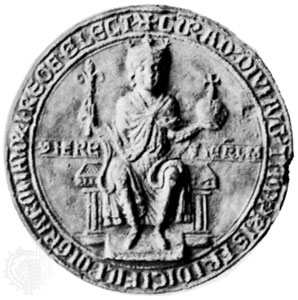
Печать Конрада IV.

После низложения старшего брата Генриха был избран и коронован римским королём (1237); управлял в отсутствие отца Германией. С 1240 года Конрад активно начал вмешиваться в имперскую политику и агитировать князей в поддержкe своего отца. Когда Иннокентий IV, на Лионском соборе в 1245 году, объявил Фридриха низложенным, Конрад боролся с ландграфом тюрингенским Генрихом Распе, которого сторонники последнего провозгласили императором.
Генрих разбил Конрада IV в 1246 году под Франкфуртом, но заболел при осаде Ульма и умер 16 февраля 1247 года. Тогда Конраду IV пришлось бороться с выбранным на его место Вильгельмом Голландским, который после смерти Фридриха II, разбил Конрада IV в битве при Оппенгейме в 1251 году.
В начале 1252 года Конрад IV явился в Италию, подчинил Капую, взял и сурово наказал Неаполь (1253) и утвердился на юге полуострова. Папа Иннокентий IV воздвиг против него формальное обвинение в ереси и отлучил его от церкви.
В подготовке к походу в Верхнюю Италию Конрад IV умер от малярии в военном лагере около Лавелло 21 мая 1254 года.
Сердце и его внутренности похоронили в Мельфи. Тело Конрада было отвезено в кафедральный собор Мессины, но молния ударила в собор, и установленное для прощания тело короля сгорело ещё перед захоронением.

## Семья

### Жена и дети
1 сентября 1246 года Конрад IV женился на своей четвероюродной сестре — Елизавете Баварской (1227 — 9 октября 1273). Она была дочерью пфальцграфа и герцога Баварского Оттона II Сиятельного (7 апреля 1206 — 29 ноября 1253) и Агнессы (1201—1267) — двоюродной тётки императора Фридриха II.
Позже Елизавета вышла замуж за Мейнхарда II (1238 — 1 декабря 1295), графа Горицы (1257—1271), графа Тироля (с 1257 года), герцога Каринтии и Крайны (c 1286 года).
От этого брака родился единственный ребёнок — сын, вошедший в историю под именем Конрадина (25 марта 1252 — 29 октября 1268), король Иерусалима (как Конрад III) (1254—1268), король Сицилии (как Конрад II) (1254—1258), герцог Швабии (как Конрад IV) (1254—1268).